# هيرش فريمان
هيرش فريمان (بالإنجليزية: Hersh Freeman) هو لاعب كرة قاعدة أمريكي، ولد في 1 يوليو 1928 في غادسدن في الولايات المتحدة، وتوفي في 17 يناير 2004 في أورلاندو في الولايات المتحدة.

## وصلات خارجية
- هيرش فريمان على موقعبيزبول رفرنس.كوم (الدوري الرئيسي) (الإنجليزية)